# Морсаско
Морсаско (итал. Morsasco) је насеље у Италији у округу Алесандрија, региону Пијемонт.
Према процени из 2011. у насељу је живело 435 становника. Насеље се налази на надморској висини од 311 м.

## Становништво
| 1931. | 1936. | 1951. | 1961. | 1971. | 1981. | 1991. | 2001. | 2011. |
| ----- | ----- | ----- | ----- | ----- | ----- | ----- | ----- | ----- |
| 1.428 | 1.258 | 1.027 | 830   | 712   | 671   | 687   | 718   | 712   |